# 耳に残るは君の歌声
『耳に残るは君の歌声』（みみにのこるはきみのうたごえ、The Man Who Cried）は、2000年のイギリス、フランスの合作による映画。ジョニー・デップ、クリスティーナ・リッチの3度目の共演作である。

## スタッフ
- 監督・脚本：サリー・ポッター
- 製作:クリストファー・シェパード
- 製作総指揮：シモーナ・ベンザケイン、ティム・ビーヴァン、エリック・フェルナー
- 撮影:サッシャ・ヴィエルニ
- 美術:カルロス・コンティ
- 衣装:リンディ・ヘミング
- 編集:エルヴェ・シュネイ
- 音楽:オスバルド・ゴリホフ
- 演奏:クロノス・カルテット

## キャスト
| 役名                 | 俳優                             | 日本語吹替 |
| -------------------- | -------------------------------- | ---------- |
| スージー（フィゲレ） | クリスティーナ・リッチ           | 坂本真綾   |
| チェーザー           | ジョニー・デップ                 | 平田広明   |
| ローラ               | ケイト・ブランシェット           | 高島雅羅   |
| ダンテ               | ジョン・タトゥーロ               | 中村秀利   |
| フェリックス         | ハリー・ディーン・スタントン     | 佐々木敏   |
| 父                   | オレグ・ヤンコフスキー           |            |
| 幼少時のスージー     | クローディア・ランダー＝デューク |            |